# مهاجم مقبره ۳
مهاجم مقبره ۳ که همچنین تحت عنوان مهاجم مقبره ۳: ماجراجویی‌های لارا کرافت (به انگلیسی: Tomb Raider III: Adventures of Lara Croft) شناخته می‌شود، یک بازی ویدئویی در سبک اکشن-ماجراجویی است که توسط کور دیزاین توسعه یافته و به‌وسیلهٔ شرکت ایدوس اینتراکتیو منتشر شده است. این بازی در تاریخ ۲۱ نوامبر ۱۹۹۸ برای مایکروسافت ویندوز و پلی‌استیشن عرضه شده و طراح آن کریس کوپ است. این بازی سومین قسمت از مجموعه بازی‌های مهاجم مقبره به‌شمار می‌رود و دنباله‌ای بر بازی مهاجم مقبره ۲ در سال ۱۹۹۷ است.